# Stray Heart
Stray Heart – pierwszy singel zespołu Green Day z albumu ¡Dos!. Swoją premierę miał 15 października 2012 roku, został wydany przez wytwórnię płytową, Reprise Records.

## Pozycje na listach
| Państwo         | Notowania (2012) | Najwyższa pozycja |
| --------------- | ---------------- | ----------------- |
| Belgia          | Ultratip         | 20                |
| Japonia         | Japan Hot 100    | 10                |
| Tajwan          | Taiwan Top 10    | 23                |
| Wielka Brytania | UK Rock Chart    | 16                |